# Trattato di Lund
Il trattato di Lund è stato l'ultimo trattato di pace tra Danimarca-Norvegia e l'impero svedese nell'ambito della guerra di Scania, firmato il 16 settembre  (calendario giuliano) / 26 settembre 1679.
La guerra di Scania ebbe inizio quando la Svezia su iniziativa francese attaccò il Brandeburgo-Prussia. La Danimarca fu coinvolta nell'alleanza anti-francosvedese, occupò i domini svedesi nella Germania settentrionale, incorporò l'alleato svedese Holstein-Gottorp, ottenne la supremazia navale nel Mar Baltico e recuperò alcune delle sue province scandinave perse nel trattato di Copenaghen (1660). Dal 1678, la Francia ha diviso l'alleanza anti-francosvedese concludendo trattati di pace separati con i suoi membri nei trattati di Nimega. Rafforzata dall'esito di questi trattati, la Francia si sforzò di alleviare la pressione sul suo alleato svedese. La pressione militare francese costrinse per la prima volta il Brandeburgo-Prussia nel trattato di Saint-Germain-en-Laye (1679), privando la Danimarca del suo più importante alleato.
Subito dopo che ciò aveva indotto diplomatici danesi e svedesi ad avviare negoziati a Lund, le forze francesi attraversarono il territorio danese e costrinsero la Danimarca ad accettare il trattato di Fontainebleau (1679) dettato dai francesi, che prevedeva di restituire alla Svezia tutti i suoi possedimenti prebellici e Holstein-Gottorp al suo duca. I negoziati dano-svedesi a Lund continuarono e il trattato finale non solo confermava e dettagliava i termini di Fontainebleau, ma includeva anche un'alleanza segreta delineata principalmente da Johan Gyllenstierna. L'alleanza, fragile fin dall'inizio, si ruppe l'anno successivo dopo la morte di Gyllenstierna.

## Contesto storico
Nel 1678, Luigi XIV di Francia pose fine a una serie di conflitti con i trattati di Nimega, in particolare la guerra franco-olandese. Questi trattati furono favorevoli alla Francia, che continuò a mantenere e utilizzare i suoi 100 000 soldati e il suo status di grande potenza per espandersi (perseguendo le cosiddette riunioni) e intervenire nella guerra di Scania.

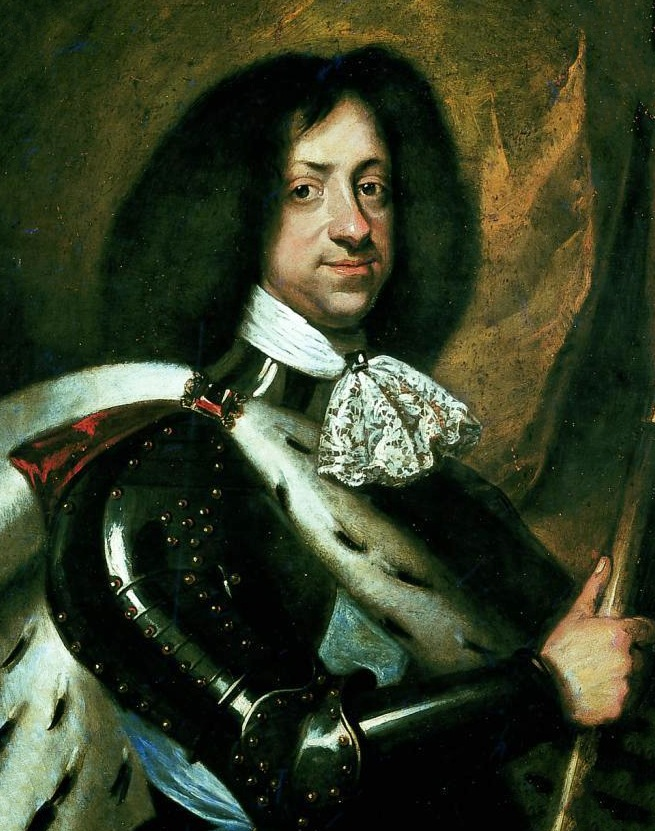
Cristiano V di Danimarca

La guerra di Scania era iniziata quando la Francia aveva spinto il suo alleato svedese ad attaccare il Brandeburgo-Prussia nel 1674. Questa mossa, sebbene non portata avanti pienamente, indusse i brandeburgo-prussiani a ritirare il loro esercito principale dal confine francese per affrontare la Svezia. Mentre la Francia giovò dell'allentamento della pressione brandeburghese, la Svezia dovette pagare il prezzo di una serie di sconfitte da Fehrbellin a Stralsund, che ebbero il risultato di espellere la Svezia dal suo dominio in Pomerania. Inoltre, l'attacco svedese al Brandeburgo spinse la Danimarca-Norvegia, anch'esso membro di un'alleanza antifrancese, ad entrare in guerra.

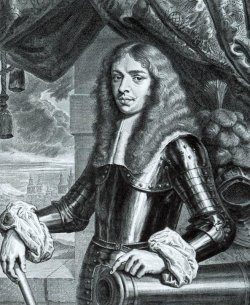
Cristiano Alberto di Holstein-Gottorp

Prima di attaccare direttamente la Svezia, Cristiano V di Danimarca espulse l'alleato svedese Cristiano Alberto dell'Holstein-Gottorp. Cristiano Alberto si era alleato con la Svezia dopo essere stato sconfitto da Cristiano V in un conflitto sulla successione a Oldenburg, emerso dopo la morte di Antonio Gundicaro di Oldenburg nel 1667. Nel 1675, l'attacco di Cristiano V costrinse Cristiano Alberto a unire il suo ducato con la Danimarca nel trattato di Rendsburg e l'esilio ad Amburgo.
Successivamente, nel 1675, gli eserciti danesi saccheggiarono le città svedesi di Wismar e Brema-Verden, parteciparono alla campagna brandeburgo-prussiana nella Pomerania svedese e iniziarono un'offensiva navale che due anni dopo, con la battaglia di Køge, pose fine alla supremazia svedese nel Baltico. Tuttavia, la Danimarca trovò difficile recuperare le province perse contro la Svezia nella seconda guerra del Nord si rivelò tuttavia difficile e dopo l'invasione danese nel giugno 1676 e la successiva battuta d'arresto a Lund, né la Danimarca né la Svezia riuscirono a prendere il sopravvento nel teatro di Scania.

## Negoziati a Fontainebleau
Dopo che Luigi XIV aveva diviso la coalizione antifrancese e si era stabilito con la maggior parte dei suoi avversari a Nimega, i suoi eserciti attraversarono il Reno per alleviare la pressione al suo alleato Carlo XI di Svezia. L'invasione delle province renane del Brandeburgo-Prussia nel maggio 1679 costrinse Federico Guglielmo I a ritirarsi dalla guerra e ad accettare i termini dettati dai francesi del trattato di Saint-Germain-en-Laye. Privata dei suoi alleati, la Danimarca non aveva altra scelta che accontentarsi della pace.

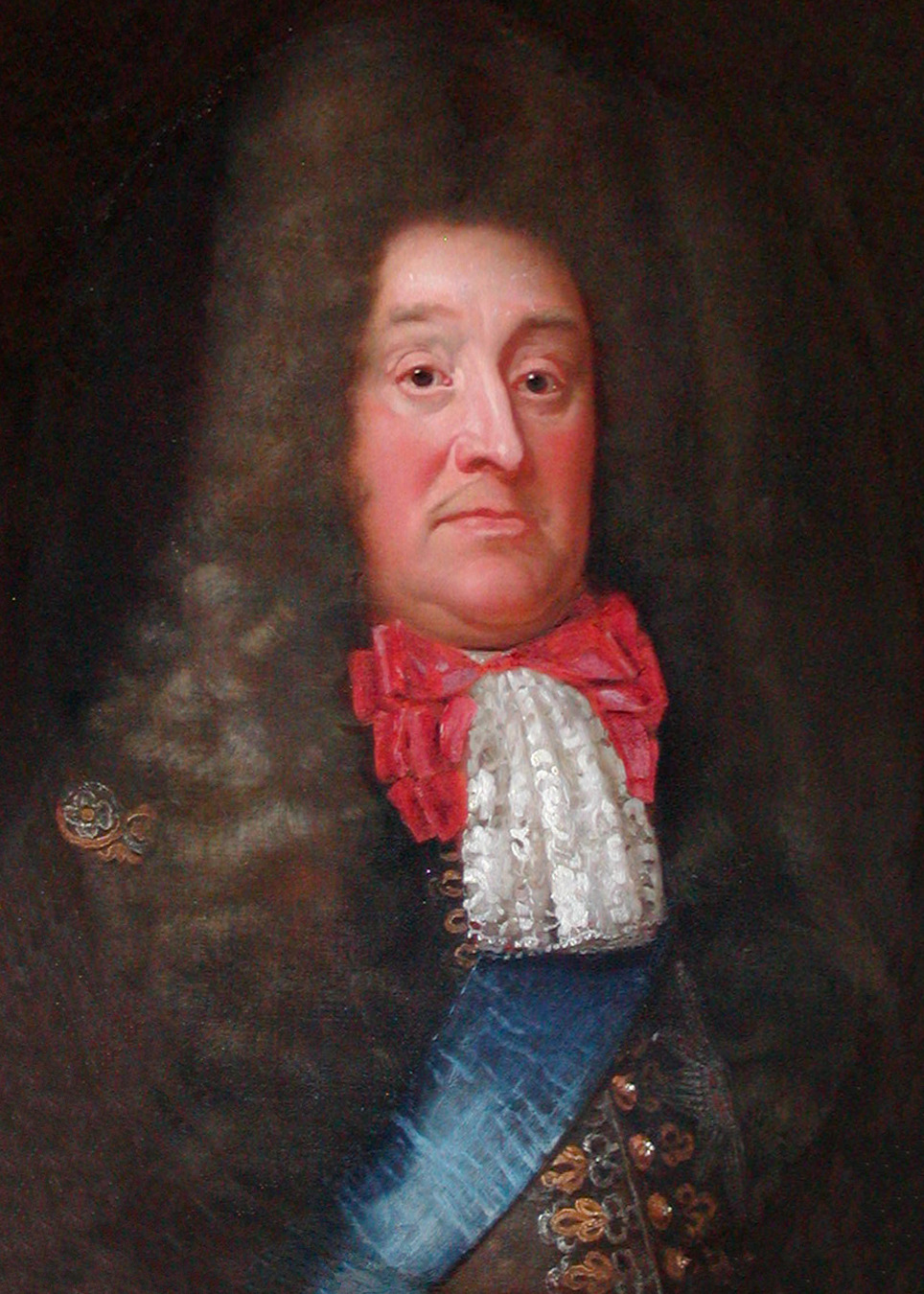
Jens Juel

I negoziati iniziarono nel giugno 1679 nella città scaniana di Lund. I plenipotenziari danesi erano Antonio di Aldenburg e Jens Juel, mentre Johan Göransson Gyllenstierna e Frans Joel Örnstedt hanno negoziato per la Svezia. Eppure, più o meno nello stesso momento in cui iniziarono i negoziati, l'esercito francese era entrato nei ducati danesi e aveva marciato su Oldenburg danese.
La pressione francese non lasciò alla Danimarca altra scelta che tornare allo status quo ante bellum nel Trattato di Fontainebleau il 23 agosto (c.g.) / 2 settembre 1679, che ripristinò tutte le conquiste fatte ai danni della Svezia durante la guerra per una «misera indennità».

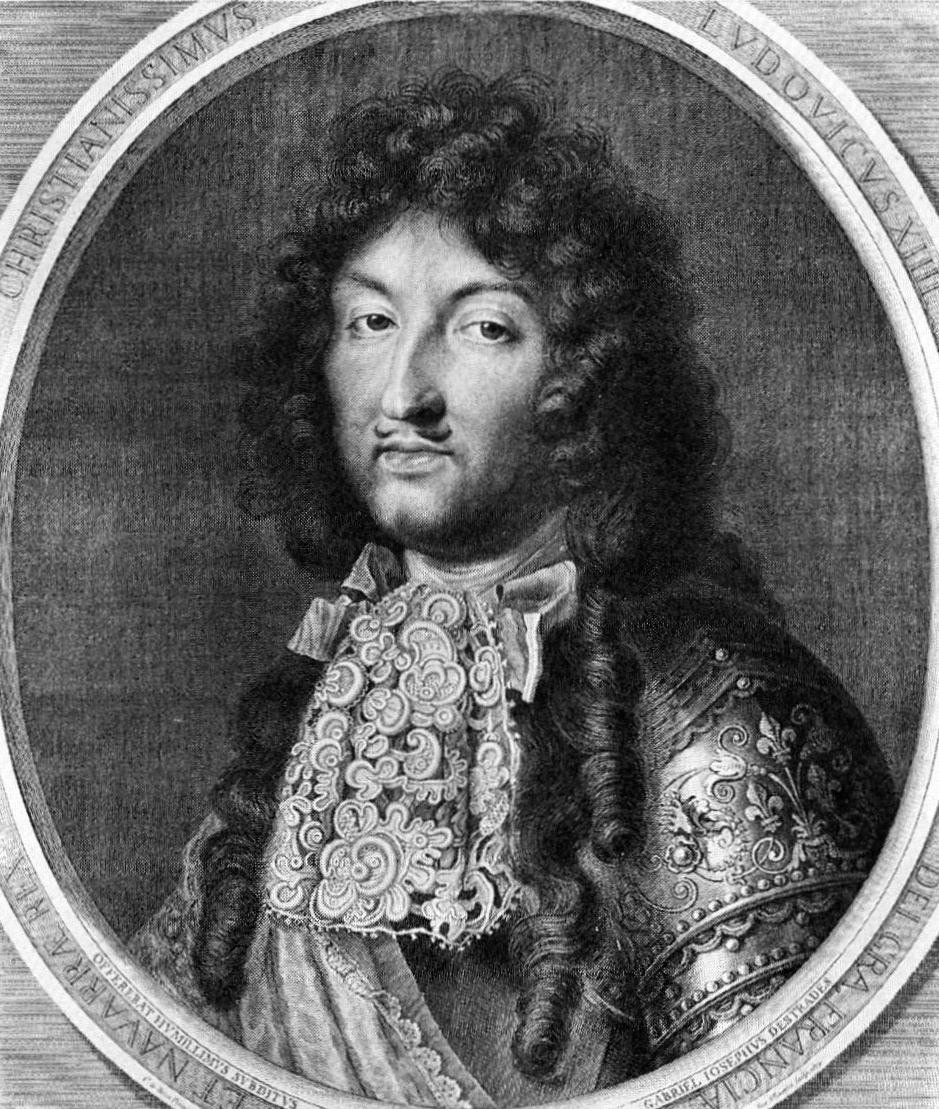
Luigi XIV di Francia, il Re Sole

Il trattato, concluso da emissari danesi, francesi e svedesi nel palazzo di Fontainebleau di Luigi XIV, appena a sud di Parigi, fu scritto in francese e latino. I plenipotenziari avevano poca libertà d'azione, poiché Luigi XIV aveva decretato in agosto che l'accordo doveva essere una «totale restituzione» del territorio svedese ante bellum al suo alleato, «la conservazione dei cui interessi non mi è meno cara di quella dei miei». Rying (1981) ha riassunto il trattato come segue:
La validità dei trattati di Vestfalia (1648), Roskilde (1658)  e Copenaghen (1660) fu confermata e Cristiano Alberto restaurò a Holstein-Gottorp.

## Accordo di Lund
L'accordo finale a Lund, firmato il 16 settembre (c.g.) / 26 settembre 1679, dettagliava e modificava gli accordi presi a Fontainebleau. La pressione francese ha assicurato che i termini di Fontainebleau venissero confermati, così come l'esenzione della Svezia dai pedaggio dei Sound.
Oltre alle aree della Skåneland, tra i territori occupati dai danesi che dovevano essere restituiti figuravano il porto svedese di Wismar nel Meclemburgo e la Pomerania svedese settentrionale con l'isola di Rügen. Rügen doveva essere restituita il 20 ottobre 1679 (articolo VI), mentre Wismar doveva essere restituito solo dopo che la Danimarca avesse ricevuto i contributi concordati (articolo VII).

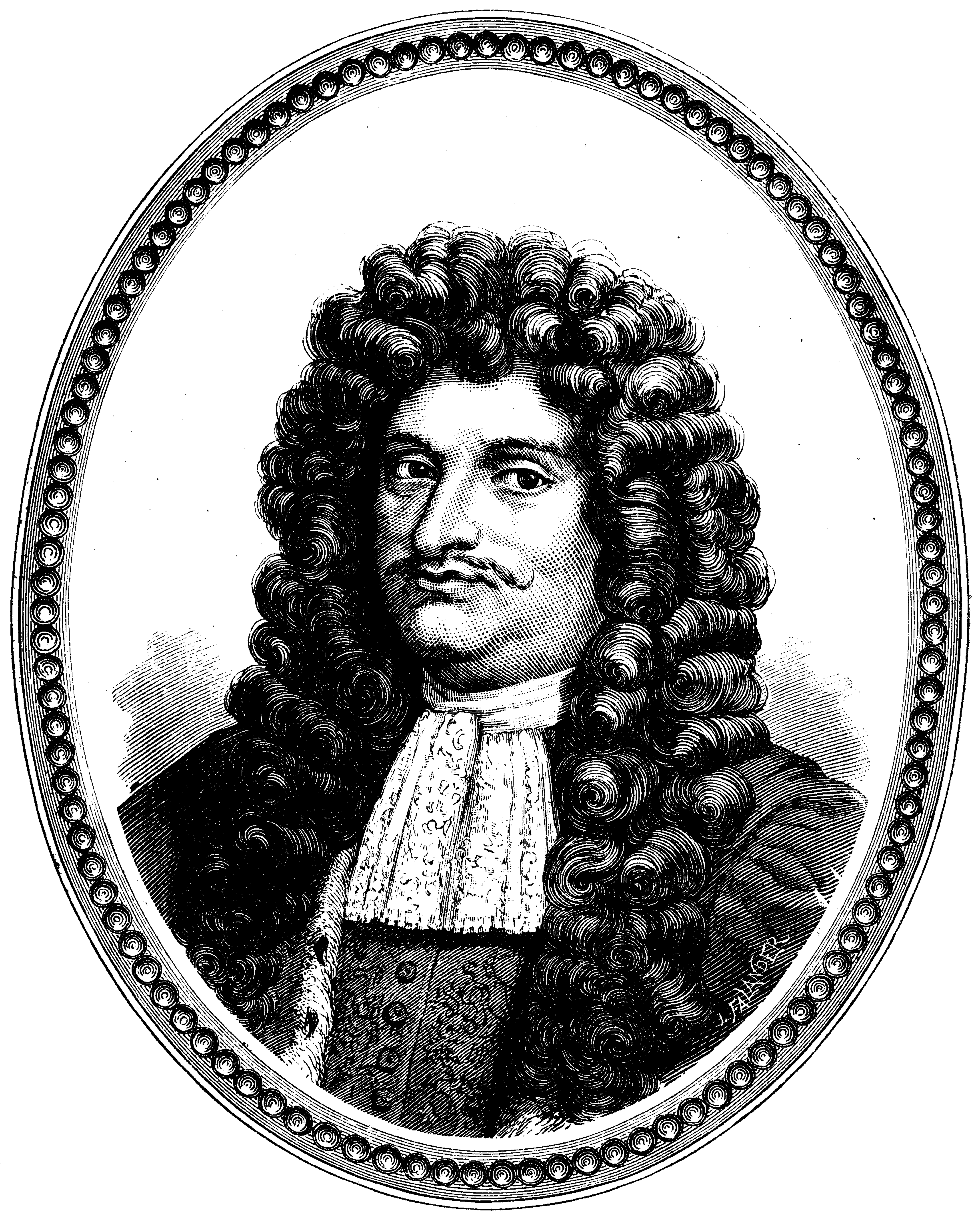
Johan Goransson Gyllenstierna

Oltre a questi articoli apertamente proclamati, il trattato includeva paragrafi segreti negoziati da Johan Göransson Gyllenstierna. Delinearono una strategia di assistenza reciproca, che Gyllenstierna capì essere l'unico modo in cui i paesi scandinavi potevano competere con la Francia e il Brandeburgo-Prussia. L'alleanza doveva durare dieci anni.
Gyllenstierna era salito al potere durante la guerra e nel 1679 controllava la politica estera svedese al punto che Carlo XI gli diede «mano libera» nel negoziare il trattato. Il suo obiettivo era quello di liberare le risorse vincolate dalle continue ostilità dano-svedesi, affermare il controllo comune del Mar Baltico, avanzare verso una posizione commerciale più favorevole rispetto alla Repubblica olandese, ed essere in grado di negoziare condizioni migliori con la Francia per quanto riguarda alleanze militari. Tuttavia, come Carlo XI e altre figure di spicco svedesi, era anche ostile nei confronti della Danimarca-Norvegia e aveva proposto di eliminare la Danimarca-Norvegia in un attacco congiunto franco-svedese appena prima dei negoziati. Sebbene le sue motivazioni rimangano speculative, l'alleanza segreta prevista nel trattato includeva diverse cooperazioni nel nord della Germania, negoziati congiunti con la Francia e una posizione comune riguardo al commercio del Mar Baltico.
Fu conclusa anche un'alleanza difensiva, ma inclusa nella parte pubblica del trattato. Gli articoli segreti di Lund furono svelati solo nel 1870.

## Conseguenze
Mentre Carlo XI di Svezia sposò Ulrica Eleonora di Danimarca e il conciliante Gyllenstierna divenne governatore della contesa Scania nel 1679, la sua morte nel 1680 lasciò Bengt Oxenstierna a capo delle relazioni estere della Svezia. Oxenstierna ha invertito le politiche di Gyllenstierna, invece ha iniziato a piegare i termini di Lund già nel suo primo anno in carica ratificando un trattato olandese-svedese senza consultare la Danimarca, e successivamente si è alleato con varie potenze europee per costringere Danimarca-Norvegia-Norvegia a lasciare Schleswig nel 1689.
I primi anni 1690 videro un breve periodo di riavvicinamento dano-svedese, quando l'alleanza di Lund fu rinnovata ed estesa nel 1690 e nel 1693 per paura delle potenze marittime, risultando nella prima neutralità armata degli stati scandinavi. Eppure nel 1700 i paesi erano di nuovo in guerra.